# Кучиче
Кучиче (хорв. Kučiće) — населений пункт у Хорватії, у Сплітсько-Далматинській жупанії у складі міста Омиш.

## Населення
Населення за даними перепису 2011 року становило 607 осіб.
Динаміка чисельності населення поселення:

## Клімат
Середня річна температура становить 14,30 °C, середня максимальна – 26,63 °C, а середня мінімальна – 2,06 °C. Середня річна кількість опадів – 856 мм.
| Клімат поселення                              | Клімат поселення | Клімат поселення | Клімат поселення | Клімат поселення | Клімат поселення | Клімат поселення | Клімат поселення | Клімат поселення | Клімат поселення | Клімат поселення | Клімат поселення | Клімат поселення | Клімат поселення |
| Показник                                      | Січ.             | Лют.             | Бер.             | Квіт.            | Трав.            | Черв.            | Лип.             | Серп.            | Вер.             | Жовт.            | Лист.            | Груд.            |                  |
| Середній максимум, °C                         | 10,12            | 10,31            | 13,00            | 16,35            | 21,17            | 25,04            | 26,43            | 26,63            | 22,12            | 17,78            | 12,90            | 10,02            |                  |
| Середня температура, °C                       | 6,09             | 6,29             | 8,98             | 12,33            | 17,15            | 21,02            | 23,74            | 23,95            | 19,43            | 15,10            | 10,21            | 7,34             |                  |
| Середній мінімум, °C                          | 2,06             | 2,26             | 4,94             | 8,30             | 13,12            | 17,00            | 21,05            | 21,25            | 16,75            | 12,41            | 7,53             | 4,65             |                  |
| Норма опадів, мм                              | 77               | 66               | 71               | 72               | 58               | 53               | 36               | 51               | 72               | 94               | 111              | 95               |                  |
| Середньомісячна швидкість вітру, м/с          | 3.19             | 3.48             | 3.58             | 3.24             | 2.87             | 2.60             | 2.65             | 2.48             | 2.80             | 2.91             | 3.60             | 3.61             |                  |
| Середньомісячна сонячна радіація, кДж/м²·день | 5583             | 8275             | 11975            | 16356            | 20277            | 22964            | 24639            | 21670            | 16111            | 10497            | 6004             | 4699             |                  |
| --------------------------------------------- | ---------------- | ---------------- | ---------------- | ---------------- | ---------------- | ---------------- | ---------------- | ---------------- | ---------------- | ---------------- | ---------------- | ---------------- | ---------------- |
| Джерело:                                      |                  |                  |                  |                  |                  |                  |                  |                  |                  |                  |                  |                  |                  |